# Бай Цзинфу
Бай Цзинфу́ (род. июль 1945 года, Фэнжунь, Таншань, пров. Хэбэй) — китайский политик.
Член КПК с 1973 года, член ЦК КПК 17 созыва (кандидат 16 созыва).
По национальности ханец.
Окончил юридический факультет Гиринского университета (1970).
После окончания университета и до работы в министерстве общественной безопасности работал в провинции Хэйлунцзян.
С 1991 года заместитель, в 2005—2008 гг. первый заместитель министра общественной безопасности КНР, зампред Китайского комитета по борьбе с наркобизнесом, в 1993—2008 гг. замглавы парткома министерства общественной безопасности.
С 2008 г. замглавы комиссии по внутренним делам и юстиции ВСНП, член ПК ВСНП.